# 巨済市
巨済市（コジェし/きょさいし）は、大韓民国慶尚南道の南海上にある市。韓国で2番目に大きな島である巨済島を市域としている。造船業が盛んであり、漁業でも知られる。

## 地理
市は、巨済島と付属島嶼から構成される。鎮海湾を挟んで北に昌原市がある。西には固城半島先端部の統営市が狭い見乃梁海峡を隔てて位置しており、巨済島西部と巨済大橋（740m）・新巨済大橋（940m）で結ばれている。また、東北方に約9km隔てて加徳島（釜山広域市江西区）があり、巨加大橋（8.2km）で結ばれている。
東南方向には朝鮮海峡（対馬海峡西水道）を隔てて日本の対馬（上島）がある。巨済島―対馬間は朝鮮海峡が最も狭まる海域の一つである。
市の歴史的な中心は西北沿岸部の現市庁所在地・古県（コヒョン/고현）。東海岸の長承浦（チャンスンポ/장승포）一帯は植民地期には漁業によって、また大韓民国成立後は玉浦（オクポ/옥포）に作られた造船所によって、島内でいち早い発達を遂げてきた。市の人口も古県・長承浦の両地域に集中する。

### 気候
- 最高気温極値38.6℃（1994年7月20日）
- 最低気温極値-10.1℃（2004年1月22日）

| 巨済市の気候                                                | 巨済市の気候 | 巨済市の気候 | 巨済市の気候  | 巨済市の気候  | 巨済市の気候  | 巨済市の気候  | 巨済市の気候   | 巨済市の気候   | 巨済市の気候  | 巨済市の気候 | 巨済市の気候 | 巨済市の気候 | 巨済市の気候     |
| 月                                                          | 1月          | 2月          | 3月           | 4月           | 5月           | 6月           | 7月            | 8月            | 9月           | 10月         | 11月         | 12月         | 年               |
| ----------------------------------------------------------- | ------------ | ------------ | ------------- | ------------- | ------------- | ------------- | -------------- | -------------- | ------------- | ------------ | ------------ | ------------ | ---------------- |
| 最高気温記録 °C （°F）                                      | 19.3 (66.7)  | 19.4 (66.9)  | 24.2 (75.6)   | 27.9 (82.2)   | 34.4 (93.9)   | 33.5 (92.3)   | 38.6 (101.5)   | 37.4 (99.3)    | 34.2 (93.6)   | 29.9 (85.8)  | 25.8 (78.4)  | 19.4 (66.9)  | 38.6 (101.5)     |
| 平均最高気温 °C （°F）                                      | 7.3 (45.1)   | 9.4 (48.9)   | 13.5 (56.3)   | 18.6 (65.5)   | 23.1 (73.6)   | 25.8 (78.4)   | 28.3 (82.9)    | 29.9 (85.8)    | 26.5 (79.7)   | 22.0 (71.6)  | 15.7 (60.3)  | 9.5 (49.1)   | 19.1 (66.4)      |
| 日平均気温 °C （°F）                                        | 2.6 (36.7)   | 4.4 (39.9)   | 8.4 (47.1)    | 13.4 (56.1)   | 17.9 (64.2)   | 21.2 (70.2)   | 24.8 (76.6)    | 26.0 (78.8)    | 22.0 (71.6)   | 16.7 (62.1)  | 10.6 (51.1)  | 4.7 (40.5)   | 14.4 (57.9)      |
| 平均最低気温 °C （°F）                                      | −1.4 (29.5)  | −0.2 (31.6)  | 3.5 (38.3)    | 8.3 (46.9)    | 13.0 (55.4)   | 17.4 (63.3)   | 22.1 (71.8)    | 22.9 (73.2)    | 18.2 (64.8)   | 12.2 (54)    | 6.1 (43)     | 0.4 (32.7)   | 10.2 (50.4)      |
| 最低気温記録 °C （°F）                                      | −10.4 (13.3) | −10.1 (13.8) | −8.0 (17.6)   | −1.4 (29.5)   | 4.8 (40.6)    | 8.2 (46.8)    | 13.8 (56.8)    | 12.4 (54.3)    | 8.6 (47.5)    | 1.0 (33.8)   | −5.2 (22.6)  | −8.9 (16)    | −10.4 (13.3)     |
| 降水量 mm （inch）                                          | 40.4 (1.591) | 60.5 (2.382) | 112.2 (4.417) | 177.2 (6.976) | 203.0 (7.992) | 237.1 (9.335) | 367.6 (14.472) | 330.4 (13.008) | 209.5 (8.248) | 96.4 (3.795) | 59.0 (2.323) | 37.0 (1.457) | 1,930.3 (75.996) |
| 平均降水日数 （≥0.1 mm）                                    | 4.8          | 5.4          | 7.8           | 9.2           | 9.0           | 10.6          | 14.3           | 11.9           | 9.0           | 5.0          | 6.1          | 4.5          | 97.6             |
| % 湿度                                                      | 54.0         | 54.4         | 58.5          | 60.0          | 65.3          | 73.4          | 79.5           | 76.6           | 73.3          | 67.6         | 63.4         | 56.8         | 65.2             |
| 平均月間日照時間                                            | 169.9        | 178.0        | 204.0         | 217.4         | 233.2         | 182.7         | 153.4          | 182.1          | 168.5         | 195.1        | 165.3        | 166.4        | 2,216            |
| 出典：韓国気象庁 (平均値：1991年-2020年、極値：1972年-現在) |              |              |               |               |               |               |                |                |               |              |              |              |                  |

## 歴史
古来、巨済島は日本と朝鮮との交通の要衝であった。市の公式サイトでは、三韓時代の弁韓の一国で「倭と界を接す」と記された瀆盧国を歴史的淵源に求めている。もっとも、瀆盧国の比定地には諸説あり、巨済島とする説は定説ではない。この島には、新羅時代に巨済郡という名の行政機関が置かれるようになった。
高麗時代、元寇に先立つ1267年、モンゴルの使臣殷弘・黒的が巨済島から日本への海路の険しさを見、「大洋万里、風濤の天を蹴る」と報告している。1275年の弘安の役では合浦（馬山）を出航した東路軍の軍船が巨済島で半月ほど停泊した。15世紀には倭寇の侵入が相次いだため、住民を半島本土に避難させる空島政策が一時的に採られた。

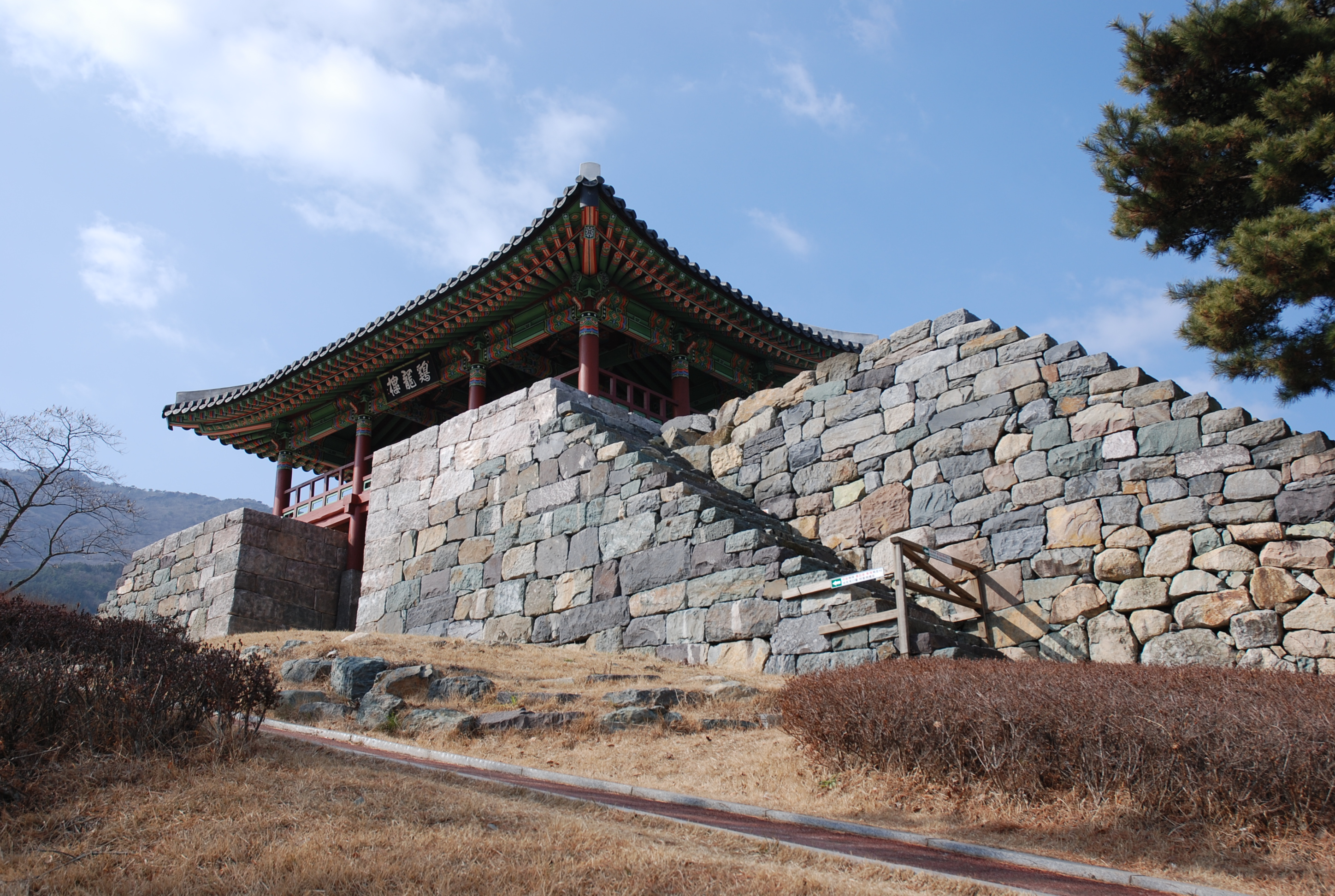
古県城・鶏竜楼

16世紀末の文禄・慶長の役（壬辰倭乱）では巨済島は日本軍の拠点となり、諸将が島内に倭城を築いた。文禄の役の名目上の大将である豊臣秀勝はこの島で病死している。付近の海上では玉浦海戦・巨済島海戦（漆川梁海戦）・閑山島海戦が戦われた。
近代に入ると、1889年に日本朝鮮両国通漁規則が結ばれ、東岸の長承浦や旧助羅（クジョラ/구조라, 舊助羅）などに日本人漁民が移住した。長承浦の湾口にあった通称「入佐村」は大規模な移住漁村であった。
1900年、ロシア帝国は、巨済島を租借する意があるとの風説を打ち消すためとして、大韓帝国に対し、巨済島不租借に関する露韓条約を結び、ロシア及び第三国への巨済島の租借を禁止させた。
韓国併合後の1914年に行われた地方行政区画の再編により巨済郡は廃止され、統営郡に編入される。
朝鮮戦争が勃発すると島は後方基地となり、兵士の訓練所や避難民収容施設が設置された。島内にはアメリカ軍が設置した巨済島捕虜収容所があり、1952年5月7日の巨済島事件では共産主義者による暴動の舞台となった。
戦争中の1951年に郡の再設置に関する法律が公布され、1953年に巨済郡が再設置された。1970年代に2つの大きな造船所が設けられ、巨済は造船の島として発展を遂げる。1989年には長承浦邑が先んじて市制を施行して巨済郡を離脱したが、その後の1995年に長承浦市との合併により、巨済市が成立した。

### 年表

#### 巨済市
- 1995年1月1日 - 長承浦市・巨済郡が合併して巨済市が発足。（1邑9面）
- 1999年4月22日 - 新巨済大橋開通。
- 2008年7月1日 - 新県邑を廃止し、4つの行政洞（長坪洞・古県洞・上門洞・水良洞）に分割。洞に転換される当時の2008年6月末の新県邑の人口は9万3279人で、6つの行政洞が置かれている長承浦地域の6万9626人よりも多かった。（9面）
- 2009年7月13日 - 沙等面城浦里で加助島との間で連陸橋である加助連陸橋が開通され、巨済市の大きな島を接続する作業が最終段階に達した。
- 2010年12月14日 - 長木面と釜山広域市江西区加徳島をつなぐ巨加大橋が開通した。巨加大橋の開通により、巨済市と釜山市の通行距離は既存の140kmから60kmに、バスの運行時間は従来の130分から50分にそれぞれ短縮された。[8]
- 2016年5月1日 - 麻田洞が長承浦洞に編入。[8]

#### 巨済郡
- 677年 - 裳郡が設置される。
- 757年 - 裳郡が巨済郡に改称される。
- 983年 - 岐城県と称する。
- 1414年 - 倭寇の侵入により、朝鮮王朝は巨済島に空島政策を実施。
- 1422年 - 倭寇が終息し、翌年巨済県を設置。
- 1489年 - 巨済府と改称。
- 1895年 - 巨済郡と改称。
- 1900年3月 - 巨済島不租借に関する露韓条約
- 1914年4月1日 - 郡面併合により、巨済郡を廃止し、統営郡の一部となる。
- 1951年10月14日 - 「巨済郡設置に関する法」公布。
- 1952年5月7日 - 捕虜収容所で暴動事件（巨済島事件）。

##### 再設置後
- 1953年1月1日 - 統営郡長承浦邑・長木面・屯徳面・巨済面・沙等面・一運面・東部面・河清面・延草面が統営郡から分離し、巨済郡が再設置される。（1邑8面）
- 1963年1月1日 - 一運面古県出張所が新県面に昇格。（1邑9面）
- 1971年4月8日 - 巨済大橋開通。
- 1975年10月1日 - 長木面の一部（柳湖里の猪島・亡蛙島）が鎮海市に編入。
- 1979年5月1日 - 新県面が新県邑に昇格。（2邑8面）
- 1983年2月15日（2邑9面）
  - 東部面の一部を南部面として分離。一部を巨済面に編入。
- 1987年1月1日 - 一運面の一部が長承浦邑に編入。（2邑9面）
- 1989年1月1日 - 長承浦邑が市制施行して長承浦市となり、郡より離脱。（1邑9面）
- 1993年12月1日 - 鎮海市の一部（猪島・亡蛙島）が長木面に編入。（1邑9面）
- 1995年1月1日 - 巨済郡が長承浦市と合併して巨済市が発足。巨済郡消滅。

## 行政

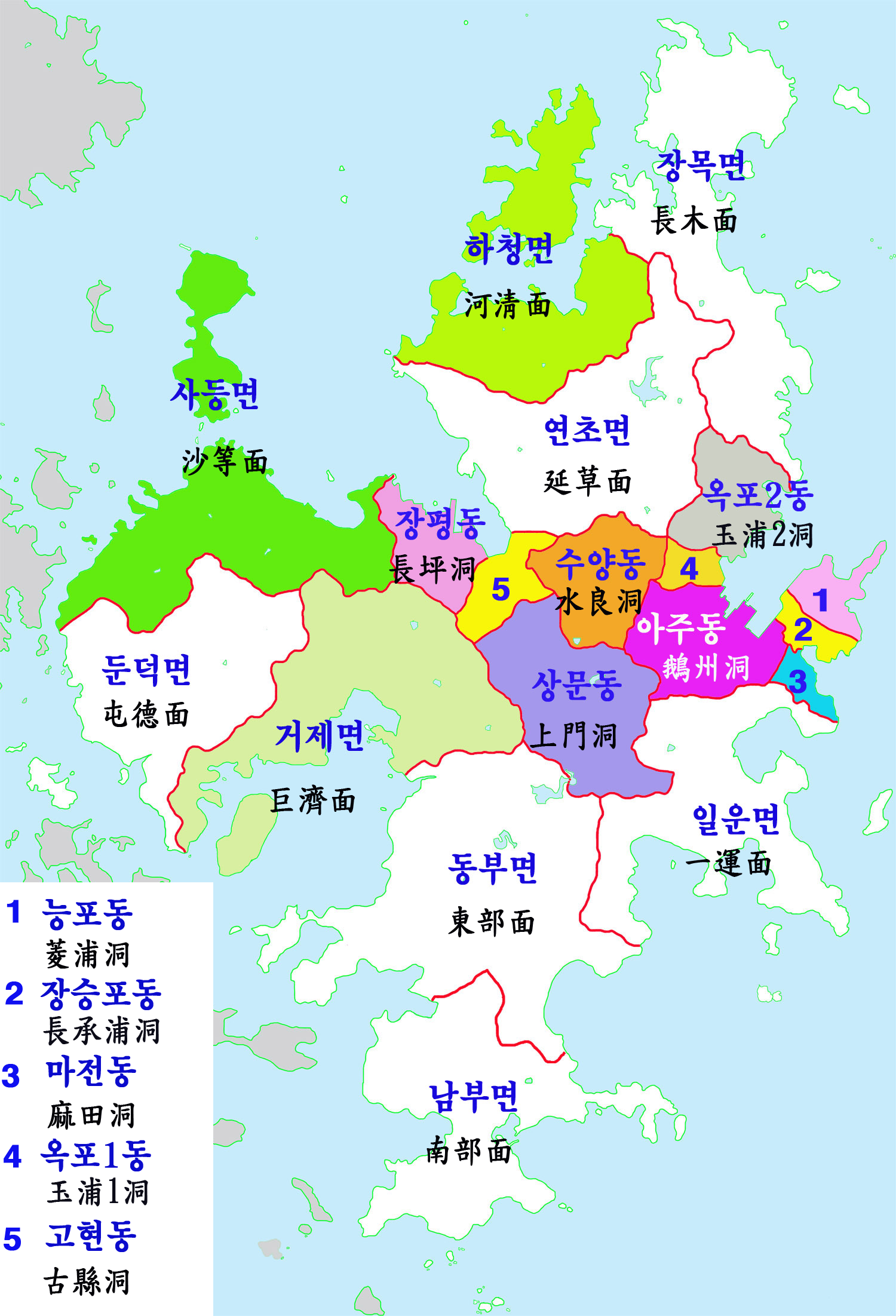
行政区域図

都農複合形態市で、10洞9面からなる。洞は東部の旧長承浦市区域と西北部の旧新県邑区域に置かれている。
市庁舎は古県洞に位置する。市長は權民鎬（クォン･ミンホ/권민호、2010年7月就任）。

### 下位行政区画
| 行政洞・面                    | 法定洞・法定里                                                                         |
| ----------------------------- | -------------------------------------------------------------------------------------- |
| 古県洞（コヒョン=ドン）       | 古県洞                                                                                 |
| 上門洞（サンムン=ドン）       | 門東洞、三巨洞、上東洞                                                                 |
| 水良洞（スヤン=ドン）         | 水月洞、良井洞                                                                         |
| 長坪洞（チャンピョン=ドン）   | 長坪洞                                                                                 |
| 菱浦洞（ヌンポ=ドン）         | 菱浦洞、杜母洞                                                                         |
| 鵞州洞（アジュ=ドン）         | 鵞洲洞、鵞陽洞                                                                         |
| 玉浦1洞（オクポ=イルトン）    | 玉浦洞                                                                                 |
| 玉浦2洞（オクポ=イドン）      | 玉浦洞、徳浦洞                                                                         |
| 長承浦洞（チャンスンポ=ドン） | 長承浦洞、杜母洞                                                                       |
| 長木面（チャンモク=ミョン）   | 栗川里、柳湖里、松真浦里、農所里、矢方里、外浦里、旧永里、冠浦里、大錦里、長木里       |
| 屯徳面（トゥンドク=ミョン）   | 芳下里、巨林里、上屯里、述亦里、柿木里、鶴山里、下屯里、山芳里、於九里                 |
| 巨済面（コジェ=ミョン）       | 内看里、外看里、玉山里、明珍里、烏首里、東上里、南洞里、法東里、小浪里、西亭里、西上里 |
| 沙等面（サドゥン=ミョン）     | 徳湖里、烏良里、倉湖里、支石里、青谷里、沙谷里、城浦里、沙等里                         |
| 一運面（イルン=ミョン）       | 望峙里、玉林里、知世浦里、臥峴里、小洞里、旧助羅里                                     |
| 東部面（トンブ=ミョン）       | 加背里、九川里、山陽里、山村里、五松里、鶴洞里、栗浦里、富春里                         |
| 南部面（ナンブ=ミョン）       | 多大里、多浦里、猪仇里、塔浦里、乫串里                                                 |
| 河清面（ハチョン=ミョン）     | 徳谷里、大谷里、実田里、於温里、河清里、柳渓里、蓮亀里、石浦里                         |
| 延草面（ヨンチョ=ミョン）     | 茶貢里、汗内里、泉谷里、松亭里、烟沙里、烏飛里、竹土里、梨木里、明洞里、徳峙里         |

### 警察
- 巨済警察署

### 消防
- 巨済消防署

## 産業

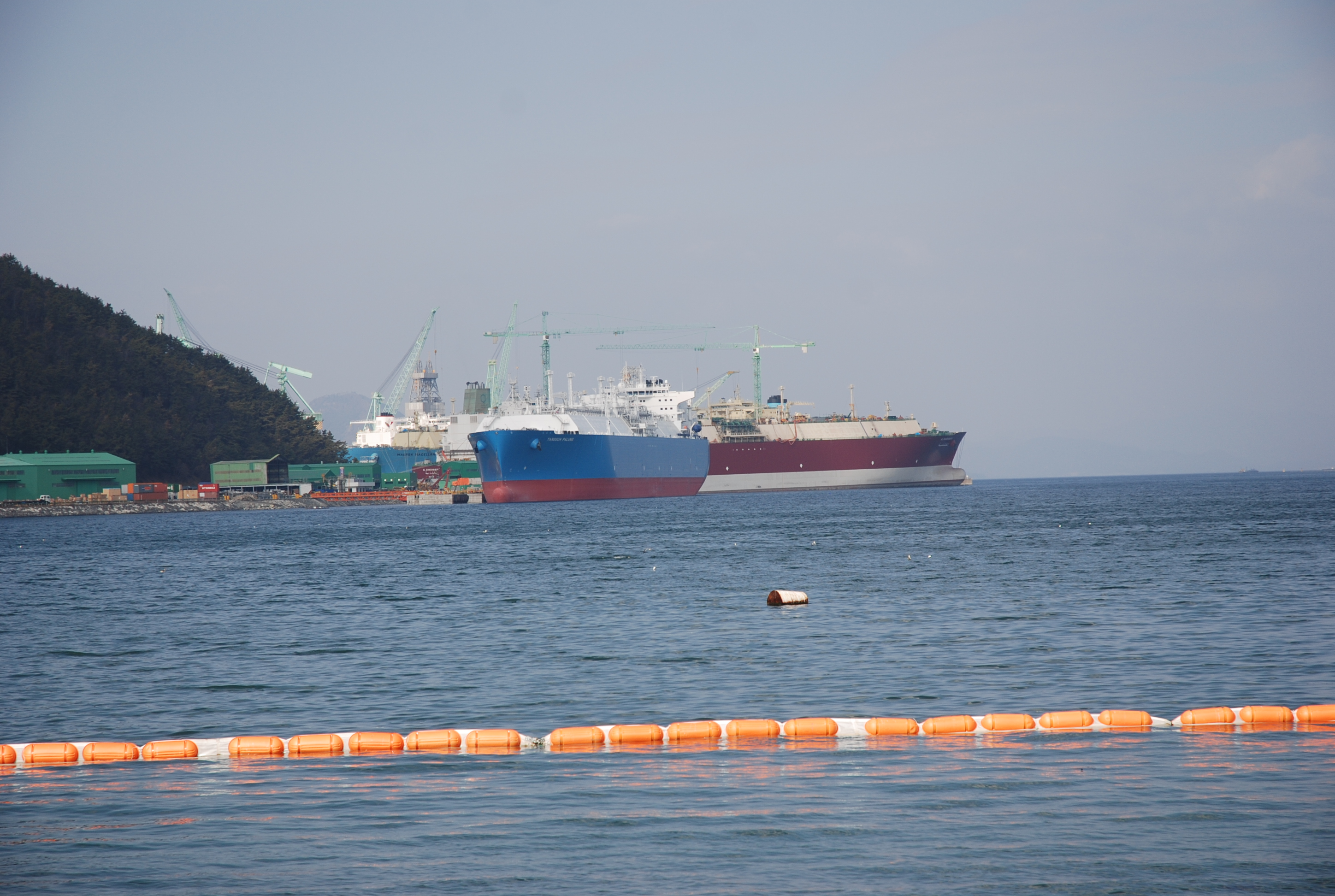
三星重工業の造船所（古県）。巨済は造船の島である。

主産業は造船業と漁業。「市の魚」としてタラが上げられている。
1970年代に建設された2つの造船所、西北岸の古県にあるサムスン重工業巨済造船所（古県造船所）と、東岸の玉浦にあるハンファオーシャン巨済造船所（玉浦造船所）が市の経済を支えている。造船所の従業員は2007年時点で人口の24%を占め、「造船王国」と称されているた。造船業が好況であった2014年前半には、市内の失業率が0.4％まで低下するなど景気が良い状況にあったが、その後の造船不況で市内の産業は軒並み低迷。2018年後半の市内の失業率は7%へ上昇した。

## 教育

### 2･3年制大学
- 巨済大学

### 図書館
- 巨済図書館（慶尚南道巨済教育支援庁による運営）
- 巨済市立図書館
  - 巨済市立長坪図書館
  - 巨済市立玉浦図書館
  - 巨済市立長承浦図書館

## 交通
西側の固城半島・統営市とは、巨済大橋・新巨済大橋で結ばれている。
長承浦・玉浦―釜山間に1日24往復の高速旅客船があるなど、鎮海湾内・釜山方面への海上交通が発達している。2010年には加徳島との間に巨加大橋が開通し、それまで約3時間かかっていた釜山までの陸上交通が1時間以内に短縮された。

### 道路
- 国道14号線
  - 新巨済大橋
- 巨加大橋 － 8.2km。2003年11月着工、2010年12月開通。

### 港湾

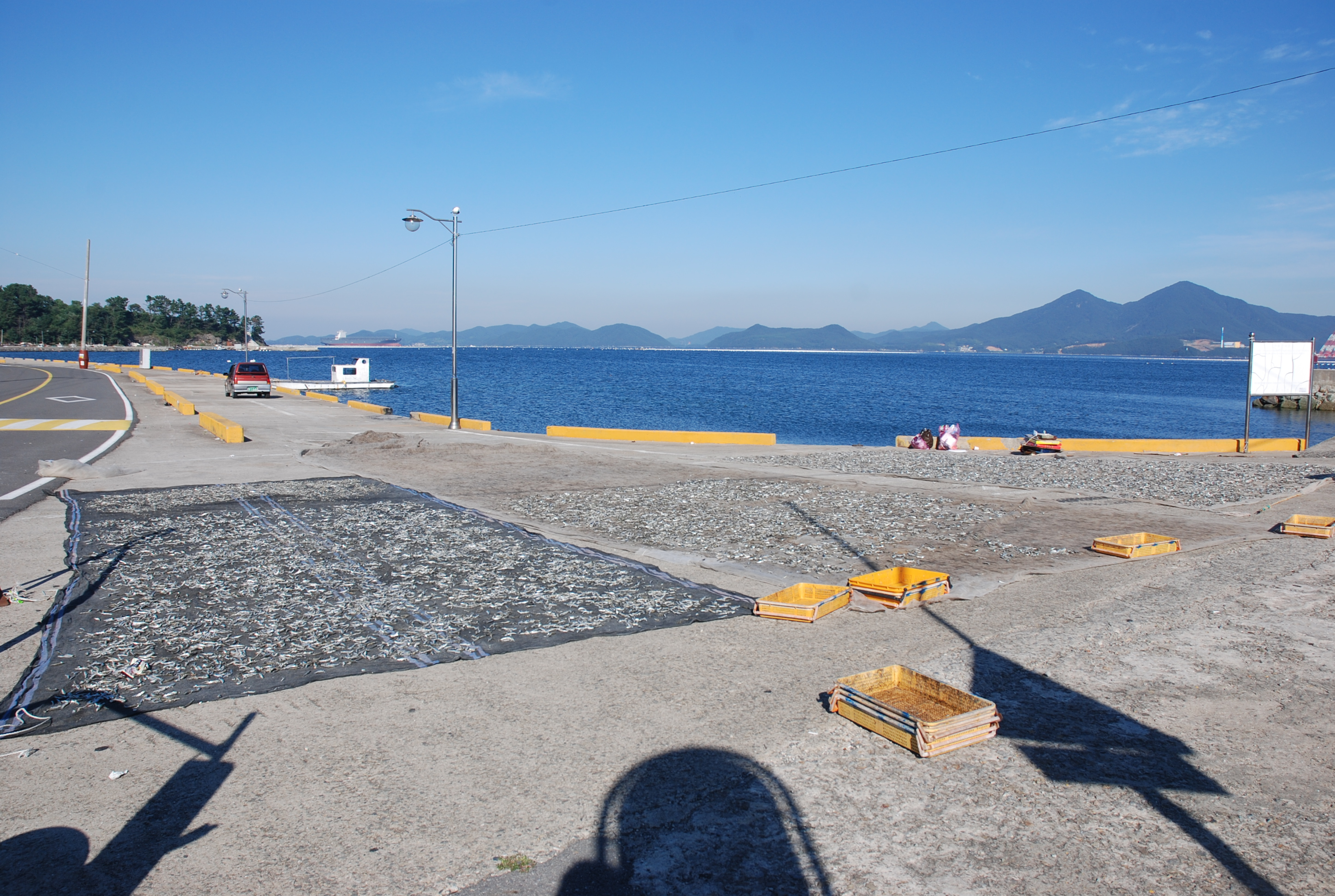
加助島東海岸の鍮橋港。古県湾の対岸左側は七川島、右側は巨済島の鶯山

- 長承浦港
- 玉浦港
- 古県港

## 文化・観光

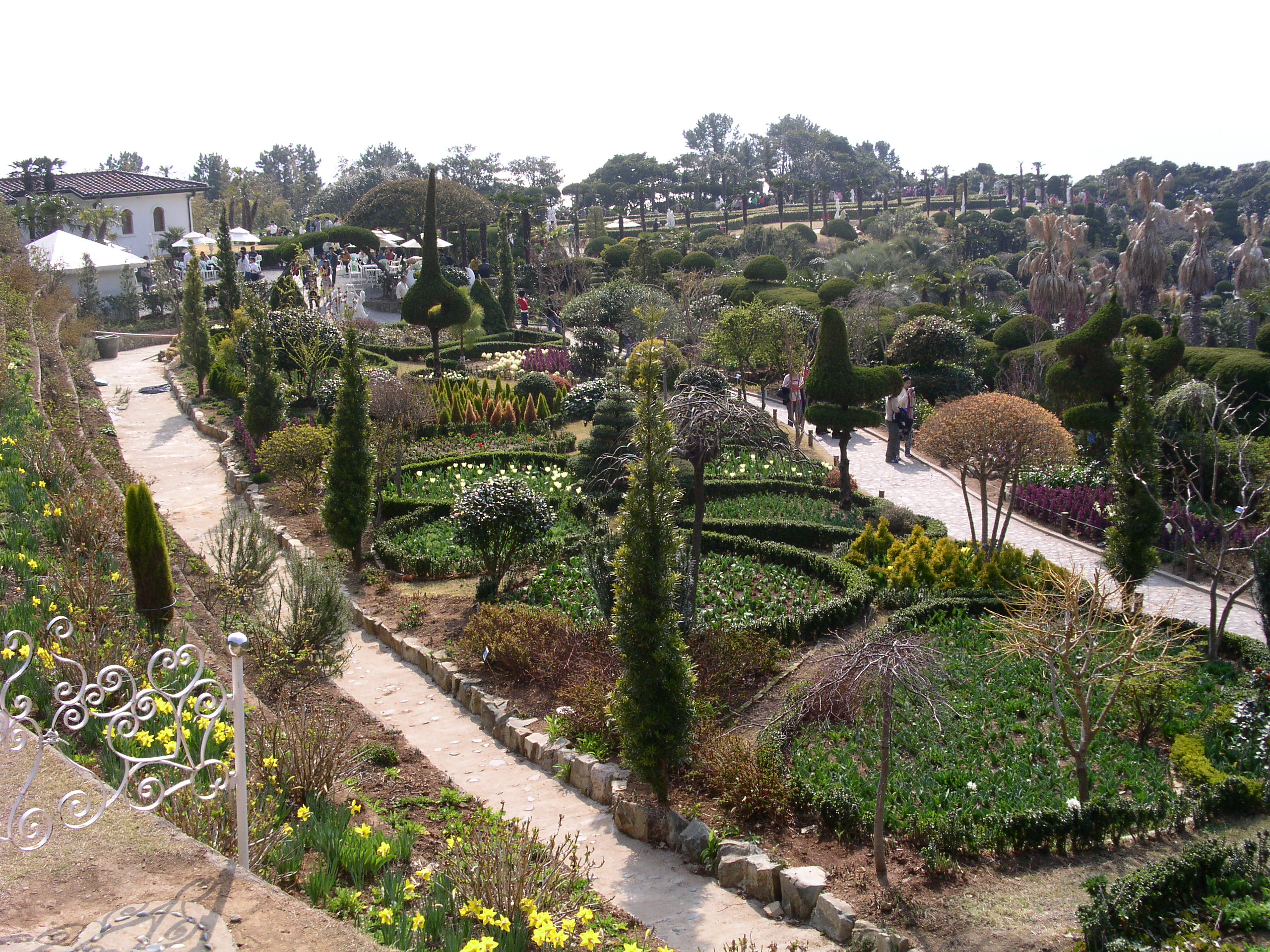
外島ボタニア

- 閑麗海上国立公園
- 巨済島捕虜収容所遺跡公園

巨済島捕虜収容所（朝鮮語: 거제도_포로수용소）は朝鮮戦争中に米軍によって設置された朝鮮最大の捕虜収容所で、朝鮮人民軍・中国人民義勇軍の捕虜を最大時10万名以上収容した。捕虜となっても北朝鮮に忠誠を誓う「親共派」と、自ら進んで降伏した「反共派」との間の捕虜の対立は流血事件に拡大、1952年5月には収容所長を拘束する事件が発生している（巨済島事件）。休戦後に一部を残して建物は撤去されたが、1997年に公園が整備され、朝鮮戦争を記憶する記念館兼テーマパークとなっている。
- 外島ボタニア

東海岸の沖に浮かぶ外島に設けられた観光植物園。ドラマ『冬のソナタ』の最終回の撮影地である。
- 玉浦大捷記念公園

1592年5月、文禄の役（壬辰倭乱）で李舜臣が日本軍に初勝利を収めた場所とされる（玉浦海戦）。
- 倭城

観光地としては整備されていない。北東部の長木面に永登浦（旧永里）・長門浦（長木里）・松真浦（長木面松真浦里）の各城、見乃梁海峡を扼する西部の沙等面徳湖里に見乃梁倭城が築かれ、石垣が残されている。
- 巨済博物館

## 姉妹都市

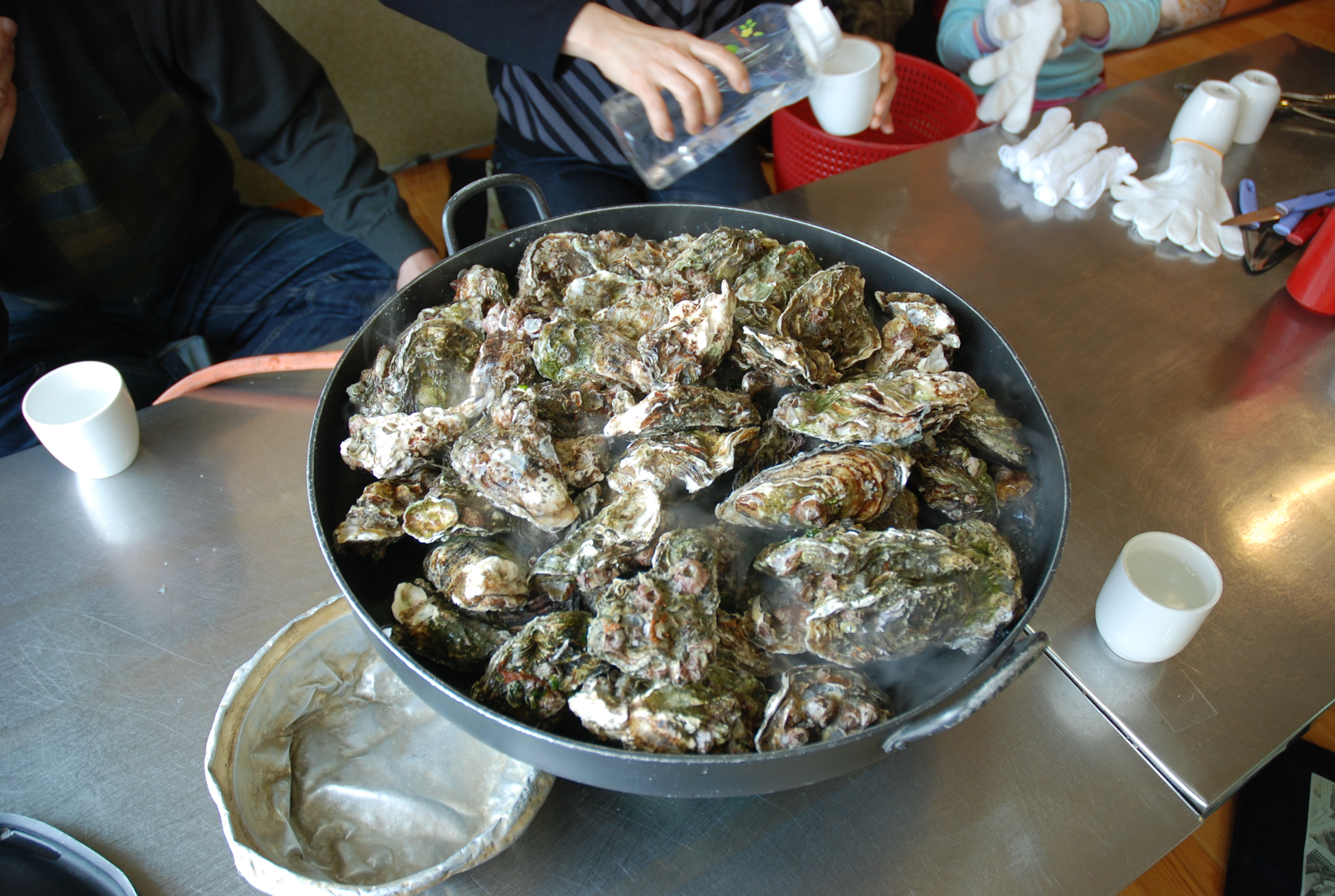
閑麗水道一帯ではカキ養殖が盛んに行われており、カキ料理は巨済の名物となっている。

公式サイト（朝鮮語版）によると、以下の都市を「姉妹結縁都市」としている。
韓国国内
- 求礼郡（全羅南道）
  - 1998年12月10日 － 姉妹結縁
- 河東郡（慶尚南道）
  - 1999年11月16日 － 姉妹結縁

韓国国外
- グアム（アメリカ合衆国準州）
  - 1973年4月28日 － 姉妹結縁
- 秦皇島市（中華人民共和国河北省）
  - 1994年6月17日 － 姉妹結縁
- 龍井市（中華人民共和国吉林省）
  - 1996年9月21日 － 姉妹結縁
- 啓東市（中華人民共和国江蘇省）
  - 2009年5月25日 － 姉妹結縁

## 著名な出身者
- 金泳三 - 大韓民国第14代大統領　長木面外浦里出身
- 文在寅 - 大韓民国第19代大統領　巨済面明珍里出身